# Windows連絡人
Windows 連絡人（英語：Windows Contacts）是由微軟開發的連絡人管理應用程序，允許用戶組織和鏈接來自不同電子郵件帳戶的連絡人。

## 功能
Windows 連絡人使用基於XML的架構格式。每個聯繫人都顯示為單獨的.contact文件，其中可以存儲包括圖片的自定義信息。它具有可擴展性API，可與其他應用程序集成並存儲自定義信息。 還支持舊版* .wab格式和開放標準*.vcf（vCard）和*.csv（CSV）。